# Thou Shalt Not Covet (film 1916 Campbell)
Thou Shalt Not Covet è un film muto del 1916 diretto da Colin Campbell. Scritto e sceneggiato da James Oliver Curwood con le didascalie in forma di diario del protagonista, il film aveva come interpreti Tyrone Power Sr., Kathlyn Williams, Guy Oliver e Eugenie Besserer.

## Trama
Uno scienziato sposato con una donna di facili costumi guarda con invidia alla vita felice dei suoi vicini. Finisce per innamorarsi della sua vicina ma, per vincere la tentazione, quando il marito della donna si reca per lavoro in Africa, parte anche lui. Durante una crociera sul Nilo, incontra sull'imbarcazione la vicina che è in viaggio per raggiungere il marito. Dopo un incidente, i due si ritrovano naufraghi ai bordi della giungla. La donna ha perso la memoria e crede che l'uomo che vive con lei sia il proprio marito. Lui, per salvare l'onore, giunge sul punto di suicidarsi, venendo salvato da un improvviso recupero della memoria di lei e dall'arrivo del vicino di casa venuto in soccorso della moglie ritenuta dispersa dopo il naufragio della nave. Lo scienziato, allora, decide di restare nella giungla per vivere da solo: brinda contento alla coppia felice mentre i due si stanno allontanando.

## Produzione
Il film fu prodotto dalla Selig Polyscope Company. Gli esterni vennero girati a Los Angeles, nello Zoo della Selig usando gli animali che appartenevano alla compagnia di Selig.

## Distribuzione
Il copyright del film, richiesto dalla Selig Polyscope Co., fu registrato il 6 gennaio 1916 con il numero LP7446. Distribuito dalla V-L-S-E, il film uscì nelle sale cinematografiche statunitensi il 7 febbraio 1916. In Svezia, dove uscì con il titolo Sin nästas hustru, fu distribuito il 5 marzo 1917.

### Conservazione
Copia completa della pellicola si trova conservata negli archivi del Museum Of Modern Art di New York.